# Colares (vino)
Colares es una denominación de origen controlada (DOC) portuguesa para vinos producidos en la región demarcada de Colares, que abarca parte del concelho de Sintra, en concreto el área entre la Sierra de Sintra y el ocáno Atlántico.  Los vinos de Colares pueden ser blancos o tintos. La certificación es otorgada por la Comisión de vino DOC Colares Bucelas Regional, Carcavelos y Colares.
Al estar situadas cerca del mar, las viñas de esta región está sujetas a vientos marítimos muy fuertes. Son protegidas por vallas de caña, lo que confiere un aspecto singular al paisaje vinícola.

## Variedades de uva
- Tinta: Ramisco.
- Blancas: Malvasia.